# Vigilius van Trente

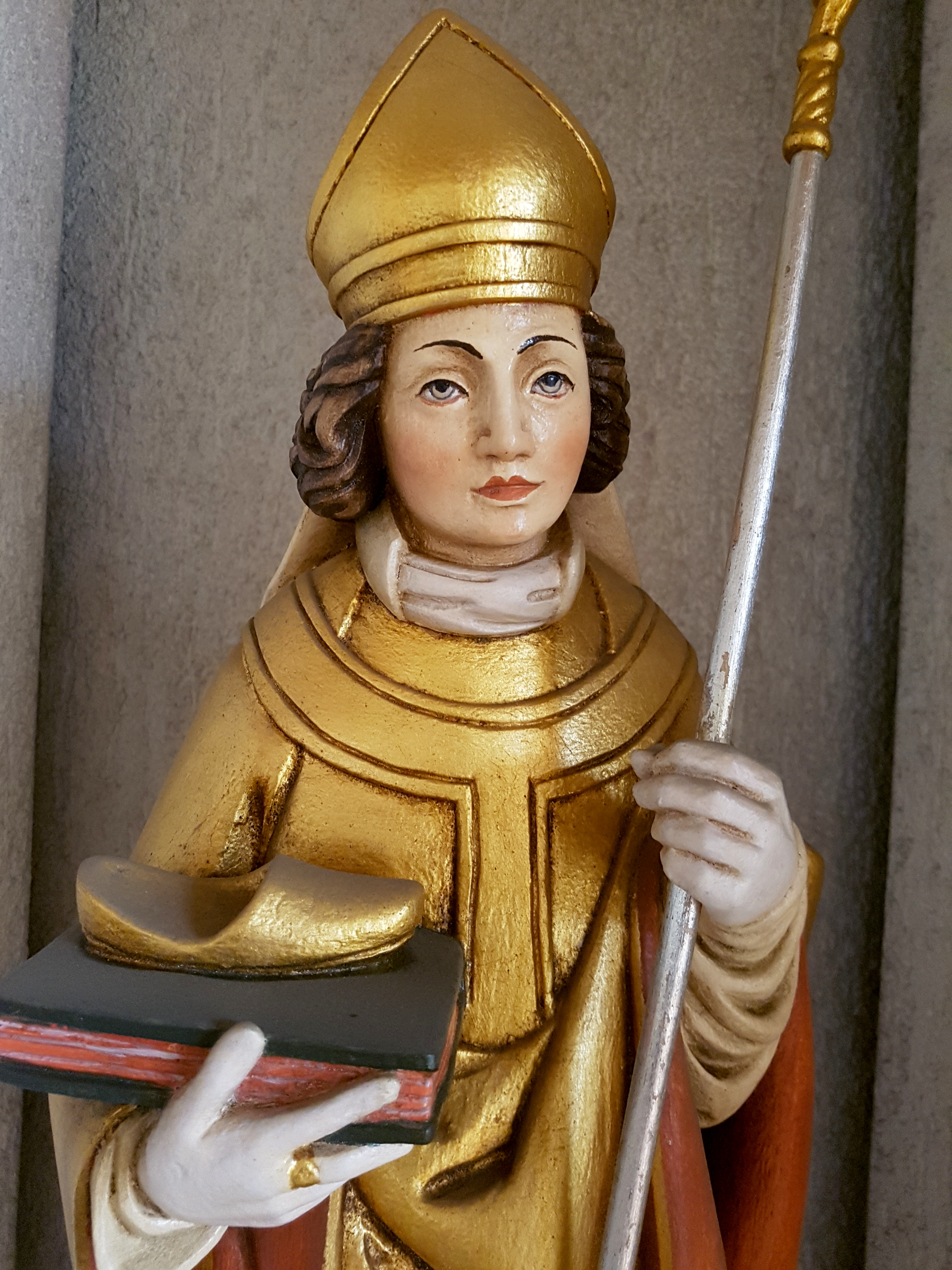
Heilige Vigilius van Trente, afgebeeld met klomp

Vigilius van Trente (Rome, circa 360 – Tione di Trento, circa 405) was bisschop van Trente (385-405), in het Romeinse Rijk.

## Levensloop
Waarschijnlijk werd hij geboren in Rome, waar hij opgroeide. Hij volgde onderwijs in Rome en Athene. Rond het jaar 380 verhuisde hij naar Trente, waar hij opviel door zijn erudiete kennis. De christenen van Trente verkozen hem in 385 tot hun bisschop. Hij was een suffragaanbisschop van de aartsbisschop van Milaan, Ambrosius. Deze bevestigde Vigilius in zijn bisschopsambt.
Omdat de bevolking Romeinse goden bleef aanbidden, zond Vigilius in 397 drie priesters naar de valleien. Het ging om Sisinnius, Martyrius en Alexander. De bevolking vermoordde hen. Vigilius zond relikwieën van hen naar Milaan en naar Johannes Chrysostomos, bij wie hij nog had gestudeerd. Bij keizer Honorius van het West-Romeinse Rijk bekloeg hij zich over de brutale moorden, in een relaas opgeschreven door Augustinus van Hippo. Vigilius bevocht voortdurend de aanbidding van Romeinse goden. Bovendien verbood hij huwelijken tussen christelijke Romeinen en niet-christenen. Vigilius trok er zelf op uit om het christendom te verkondingen. Hij liet kerken bouwen in de streek van Trente en predikte veel op zijn doorreis. 
In Tione di Trento vernielde bisschop Vigilius het beeld van Saturnus. De onthutste inwoners doodden Vigilius met knuppels en klompen (405). 
Vigilius werd heilig verklaard en zijn graf in de basiliek van Trente, naar hem genoemd, kende eeuwenlang pelgrims. Dit graf is nog steeds bewaard. Zijn heiligencultus verspreidde zich over de Alpen naar Beieren en Oostenrijk. Vaak wordt Vigilius afgebeeld met een klomp.

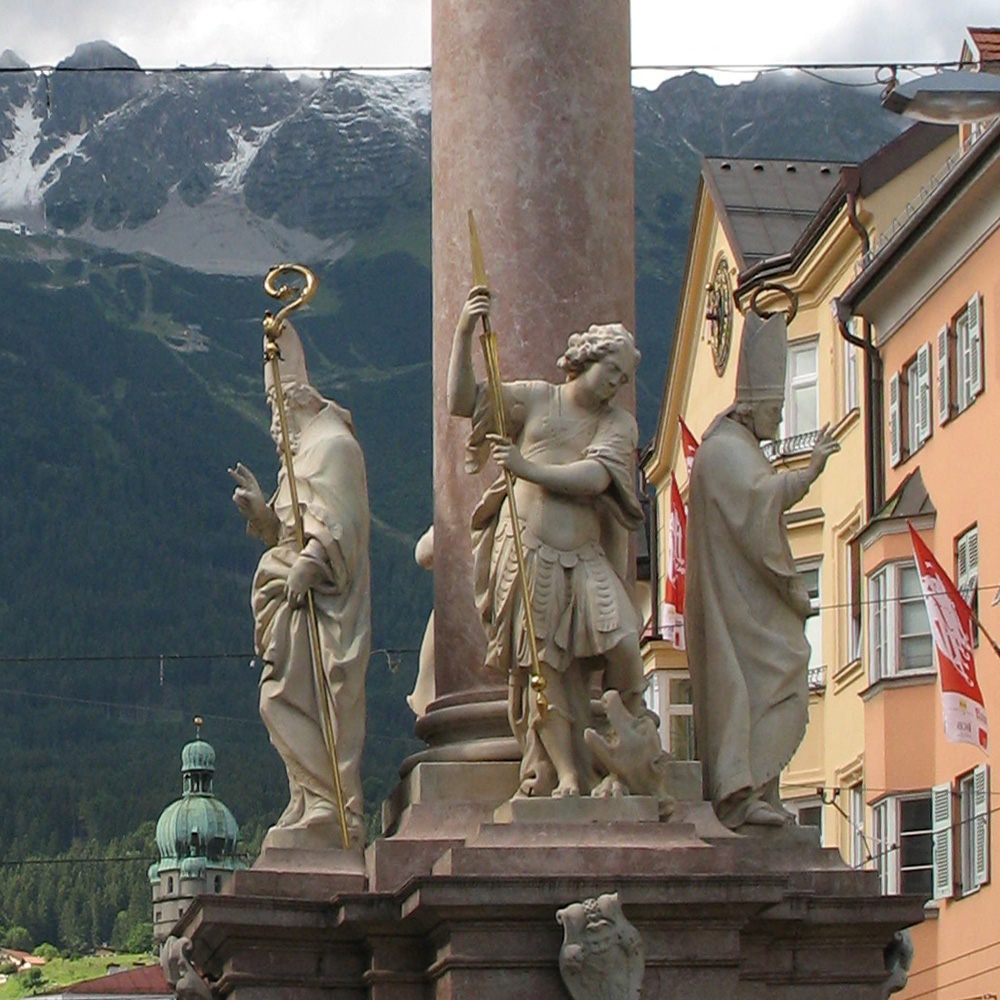
Beeld in Innsbruck, Oostenrijk; rechts: Vigilius van Trente
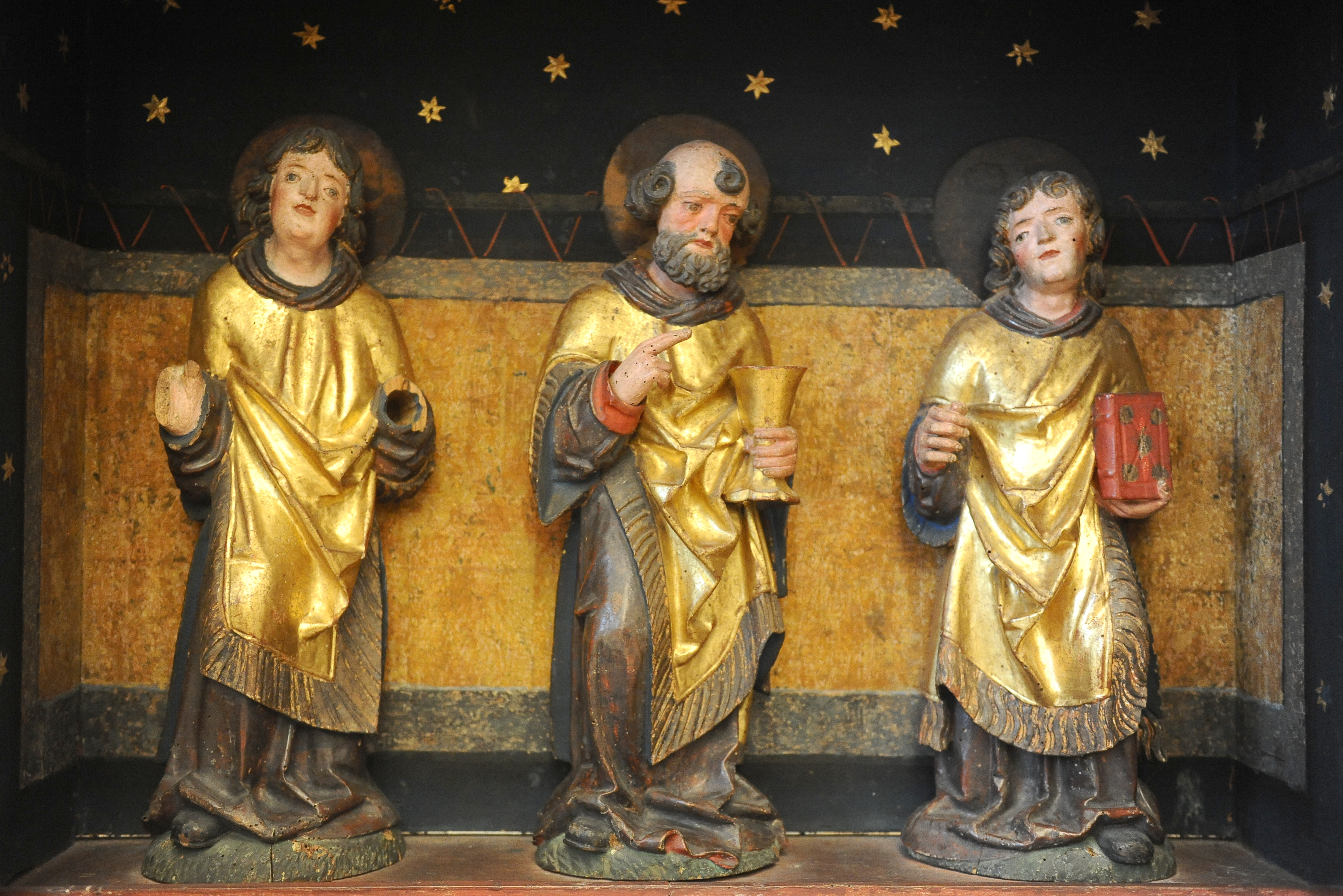
Sisinnius, Martyrius en Alexander, drie vermoorde medewerkers van Vigilius
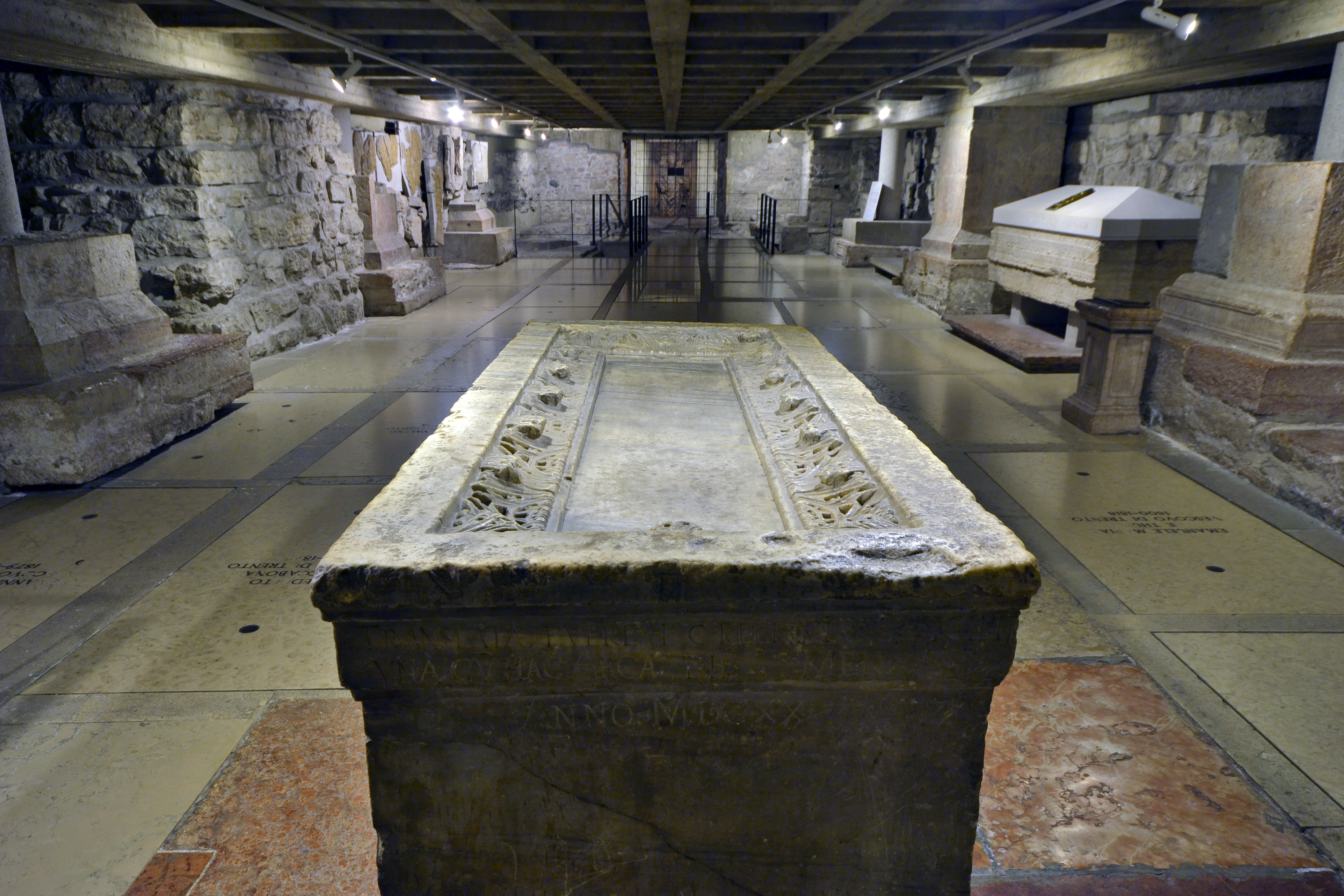
Graf van Vigilius in Trente

- Bibliothèque nationale de France: cb12228504w (data)
- Gemeinsame Normdatei: 100675859
- International Standard Name Identifier: 0000 0004 0360 7991
- Library of Congress Control Number: nr2001013071
- Nationale Bibliotheek van Israël: 987007461482605171
- Système universitaire de documentation: 05925405X
- Virtual International Authority File: 10198453